# Чуліно
Чу́ліно (рос. Чулино) — присілок у складі Таборинського району Свердловської області. Входить до складу Кузнецовського сільського поселення.
Населення — 2 особи (2010, 4 у 2002).
Національний склад населення станом на 2002 рік: росіяни — 100 %.